# Claudia Bujna
Claudia Bujna (* 10. Dezember 1991 in Paderborn) ist eine ehemalige deutsche Fußballspielerin.

## Karriere

### Vereine
Die Tochter polnischer Eltern begann im Alter von sechs Jahren im Mehrspartensportverein TuS Sennelager im gleichnamigen Stadtteil Paderborns mit dem Fußballspielen. Von 2004 bis 2006 gehörte sie dem in Borchen ansässigen SC Borchen im Kreis Paderborn an.
Von 2006 bis 2012 war sie Spielerin des Herforder SV, mit dem sie zweimal Meister der Gruppe Nord der seinerzeit zweigleisigen 2. Bundesliga wurde und in den Saisonen 2008/09 und 2010/11 insgesamt 19 Punktspiele in der Bundesliga bestritt. Ihr erstes von sechs Saisonspielen bestritt sie zum Saisonauftakt am 7. September 2008 bei der 1:3-Niederlage im Auswärtsspiel gegen den MSV Duisburg über 90 Minuten. In der Folgesaison debütierte sie auch im DFB-Pokalwettbewerb, so geschehen am 1. September 2010 bei der 0:6-Zweitrundenniederlage gegen den MSV Duisburg im heimischen Ludwig-Jahn-Stadion. Des Weiteren wurde sie im ersten und fünften Spiel der Gruppe 2 des Bundesliga-Cup-Wettbewerbs 2011 eingesetzt. Mit dem Abstieg am Saisonende 2010/11 kam sie nochmal in neun Punktspielen der 2. Bundesliga Nord zum Einsatz. Am 13. November 2011 (9. Spieltag) gelang ihr beim 9:0-Sieg im Heimspiel gegen den Mellendorfer TV mit dem Treffer zum 1:0 in der fünften Minute ihr einziges Tor für den Verein.
Nach vielen Verletzungen wechselte Bujna im Jahre 2012 zu Arminia Bielefeld in die viertklassige Westfalenliga. Am Saisonende 2014/15 stieg sie mit ihrer Mannschaft in die drittklassige Regionalliga West auf. Als Meister dieser Spielklasse beendete sie ihre Spielerkarriere, blieb dem Verein jedoch im Funktionsteam als Physiotherapeutin erhalten.

### Nationalmannschaft
Bujna debütierte als Nationalspielerin in der U15-Nationalmannschaft, für die sie im Jahr 2006 insgesamt fünf Länderspiele bestritten hatte, am 3. April bei der 0:1-Niederlage im Freundschaftsländerspiel gegen die U16-Nationalmannschaft der Niederlande.
Für die U17-Nationalmannschaft bestritt sie von 2007 bis 2008 18 Länderspiele. Ihr Debüt in dieser Altersklasse gab sie am 24. April beim 8:0-Sieg im Freundschaftsspiel gegen die U17-Nationalmannschaft Dänemarks mit Einwechslung für Dzsenifer Marozsán in der 71. Minute. Bis zum 9. Oktober 2008 bestritt sie weitere neun Freundschaftsländerspiele; des Weiteren wurde sie in jeweils drei Spielen der EM-Qualifikationsgruppe 9 und EM-Qualifikationsgruppe 3 der ersten und zweiten Qualifikationsrunde eingesetzt. Ihr einziges Länderspieltor erzielte sie am 7. September 2007 im zweiten EM-Qualifikationsspiel der Gruppe 9 beim 6:1-Sieg über die U17-Nationalmannschaft Norwegens mit dem Treffer zum Endstand in der 75. Minute. Bei der in der Schweiz 2008 ausgetragenen Europameisterschaft kam sie im Halbfinale und im Finale zum Einsatz. 
An der vom 28. Oktober bis zum 16. November 2008 in Neuseeland ausgetragenen Weltmeisterschaft – zunächst dem Kader zugehörig – konnte sie aufgrund eines im Abschlusstraining unmittelbar vor dem Abflug nach Neuseeland erlittenen Kreuzbandrisses nicht teilnehmen.

## Erfolge
Nationalmannschaft
- U17-Europameister 2008

Herforder SV
- Zweimaliger Aufstieg in die Bundesliga als
- Meister 2. Bundesliga Nord 2008, 2010

Arminia Bielefeld
- Meister Regionalliga West 2016
- Meister Westfalenliga 2015 und Aufstieg in die Regionalliga West